# Themus taliana
Themus taliana is een keversoort uit de familie soldaatjes (Cantharidae). De wetenschappelijke naam van de soort werd in 1917 gepubliceerd door Maurice Pic.